# Escudo de Macedonia del Norte
En el escudo de Macedonia del Norte aparece representado el sol naciente sobre el país, como símbolo de la libertad que se extiende sobre éste. Las figuras centrales representan los montes Šar y el lago Ohrid, están rodeados por las plantas del trigo (en la parte superior) y de la amapola (en la inferior). En la base aparece una cinta con un bordado tradicional que es usado como adorno nacional macedonio. Sobre el escudo figuraba una estrella roja, reminiscencia del pasado socialista, suprimida en 2009.
El escudo de Macedonia fue aprobado el 27 de julio de 1946 por la Asamblea del Pueblo de la República Popular de Macedonia. Tras la independencia en 1991 se estudió recuperar el antiguo escudo, un león heráldico de oro en un campo de gules, pero esta iniciativa no prosperó porque el antiguo escudo actualmente lo usan como símbolo algunos partidos políticos nacionalistas, la etnia albanesa del país lo rechaza como emblema nacional y los componentes del antiguo blasón figuran en la heráldica búlgara.
En 2014 el Gobierno macedonio propuso un nuevo escudo para reemplazar el viejo escudo de inspiración comunista. Según el presidente de la Sociedad Heráldica Macedonia, el nuevo escudo está basado en una ilustración de Jerome de Bara, aparecida originalmente en 1581 en el libro "Le blason des armoiries". Dicha ilustración mostraba el escudo de armas de Alejandro Magno.
La nueva propuesta de escudo consiste en un león rampante rojo sobre un fondo amarillo, todo ello coronado por una corona mural dorada para representar el sistema republicano actual. El Parlamento aún debe votar al respecto, y esto ha sido confirmado por el periódico kosovar Gazeta Express.

## Escudos históricos

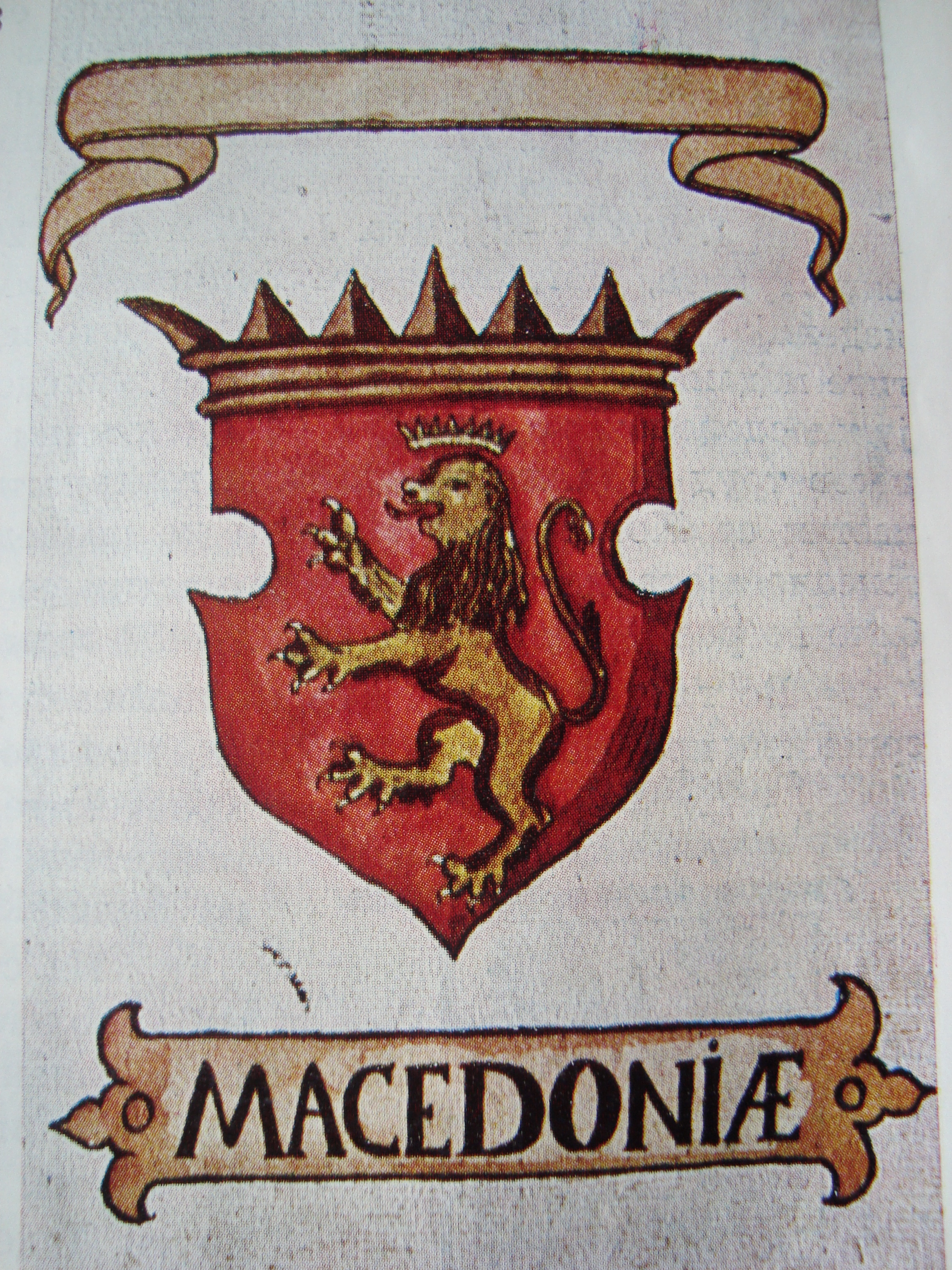
Escudo de armas de Macedonia (1340)
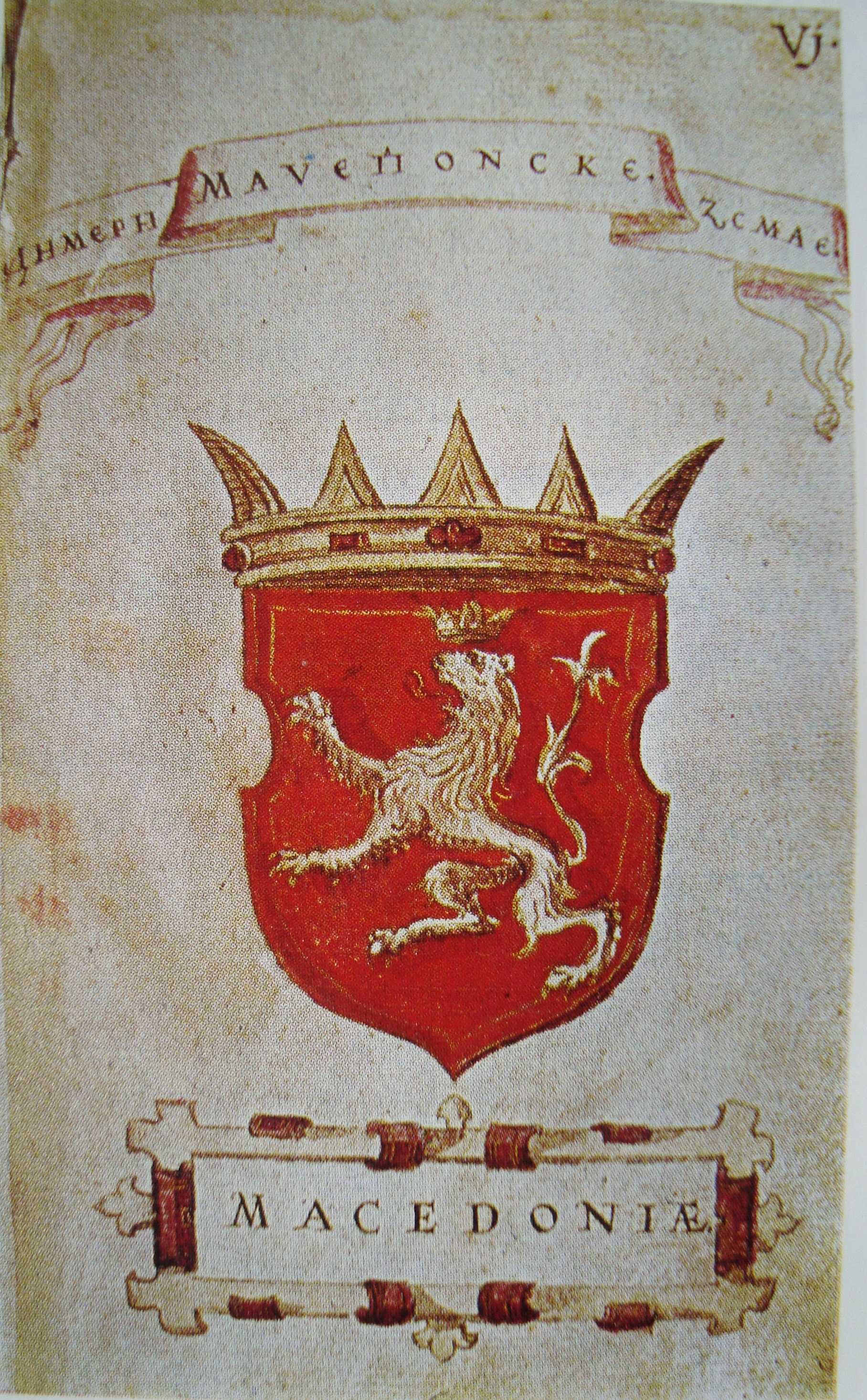
Escudo de armas de Macedonia (1595)
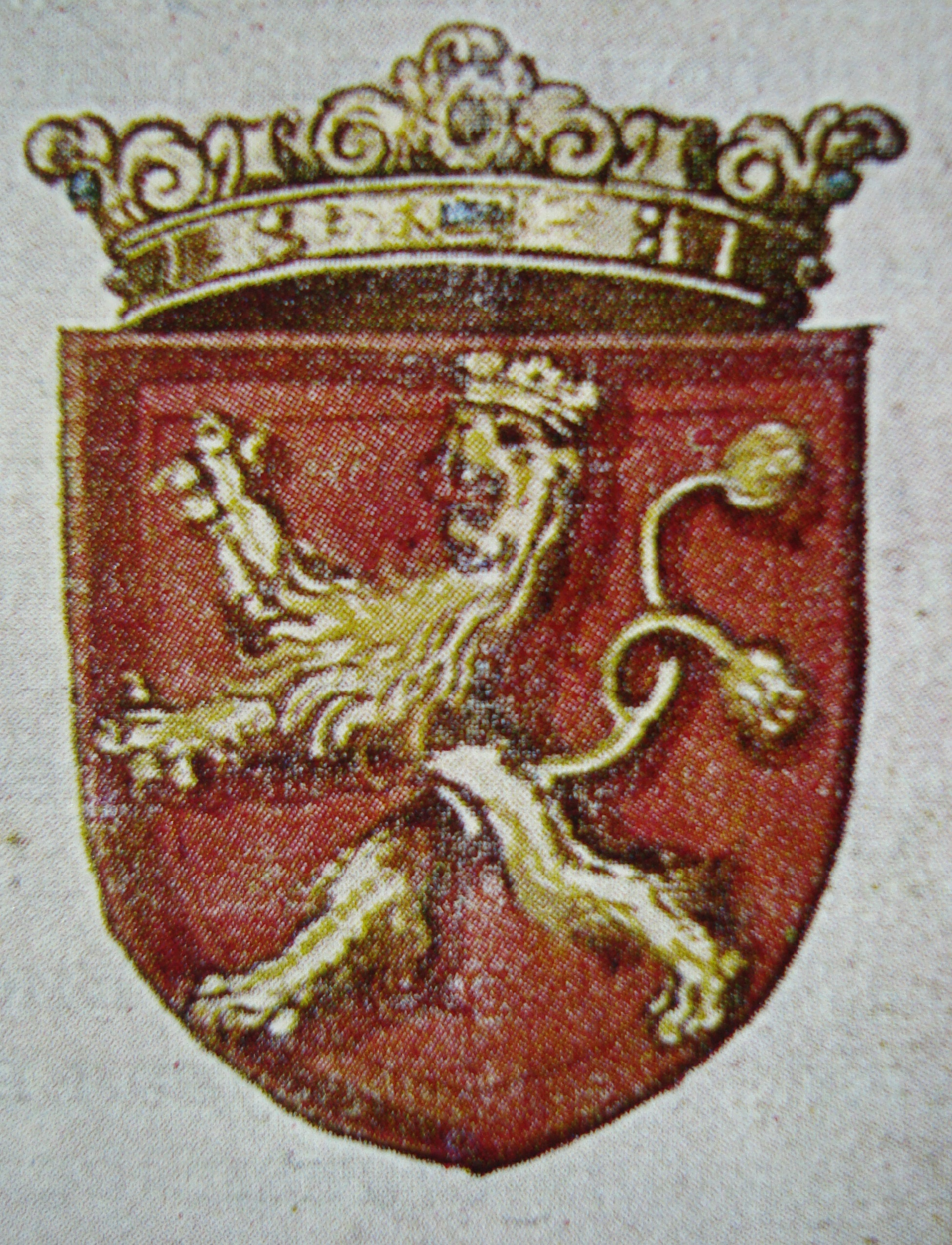
Escudo de armas de Macedonia (1614)
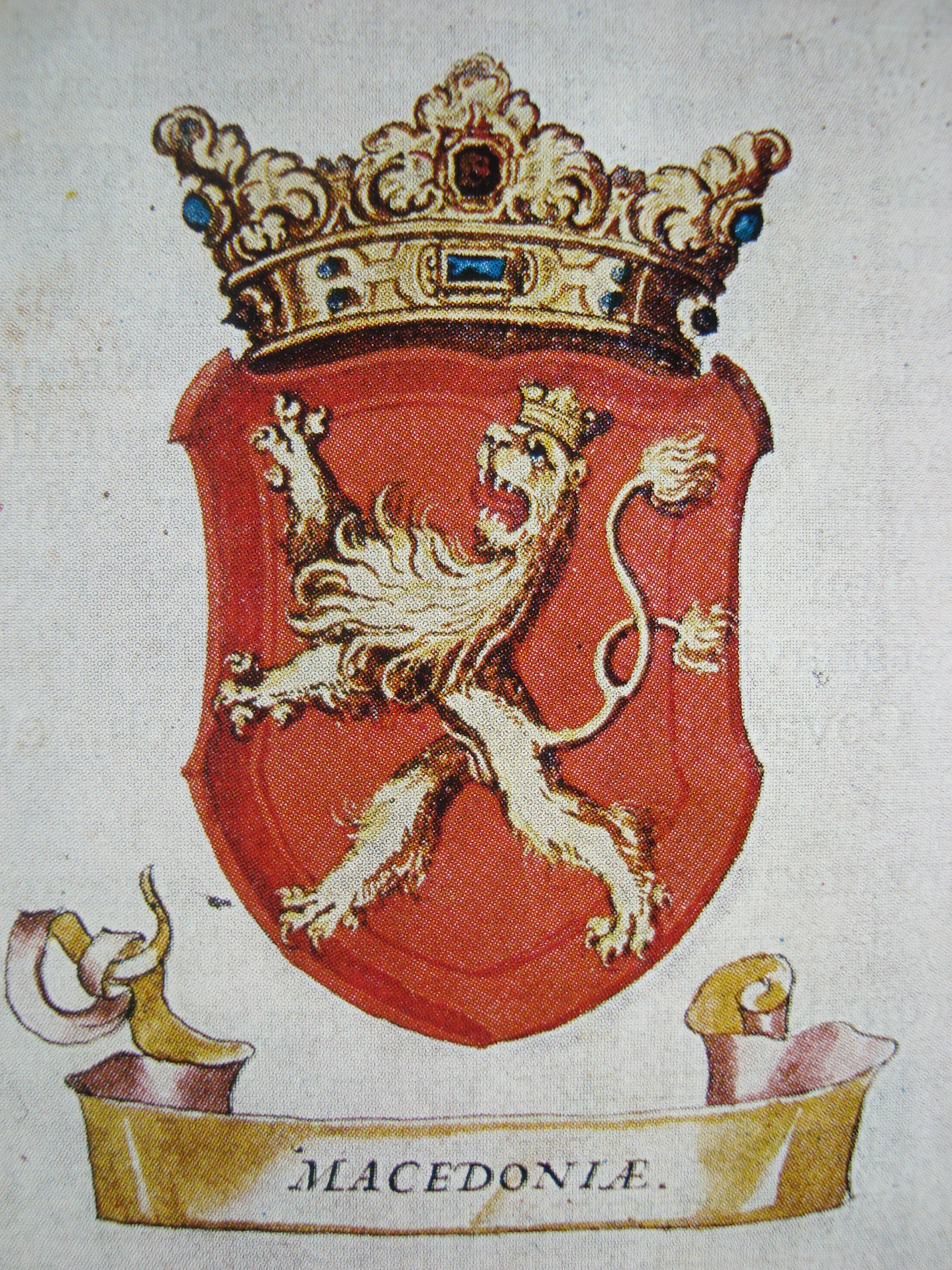
Escudo de armas de Macedonia (1620)
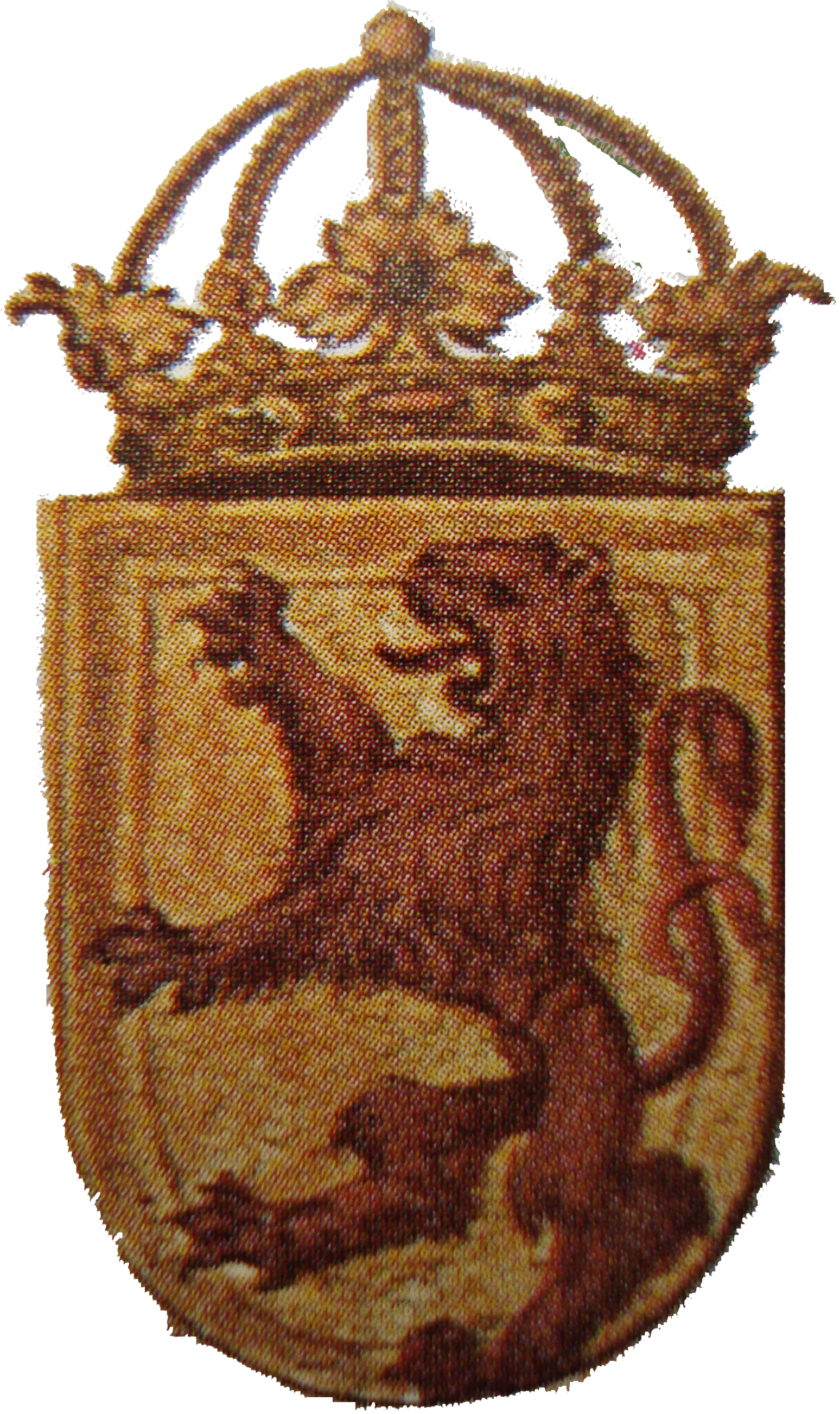
Escudo de armas de Macedonia (1694)
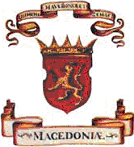
Escudo de armas de Macedonia, del siglo XVII
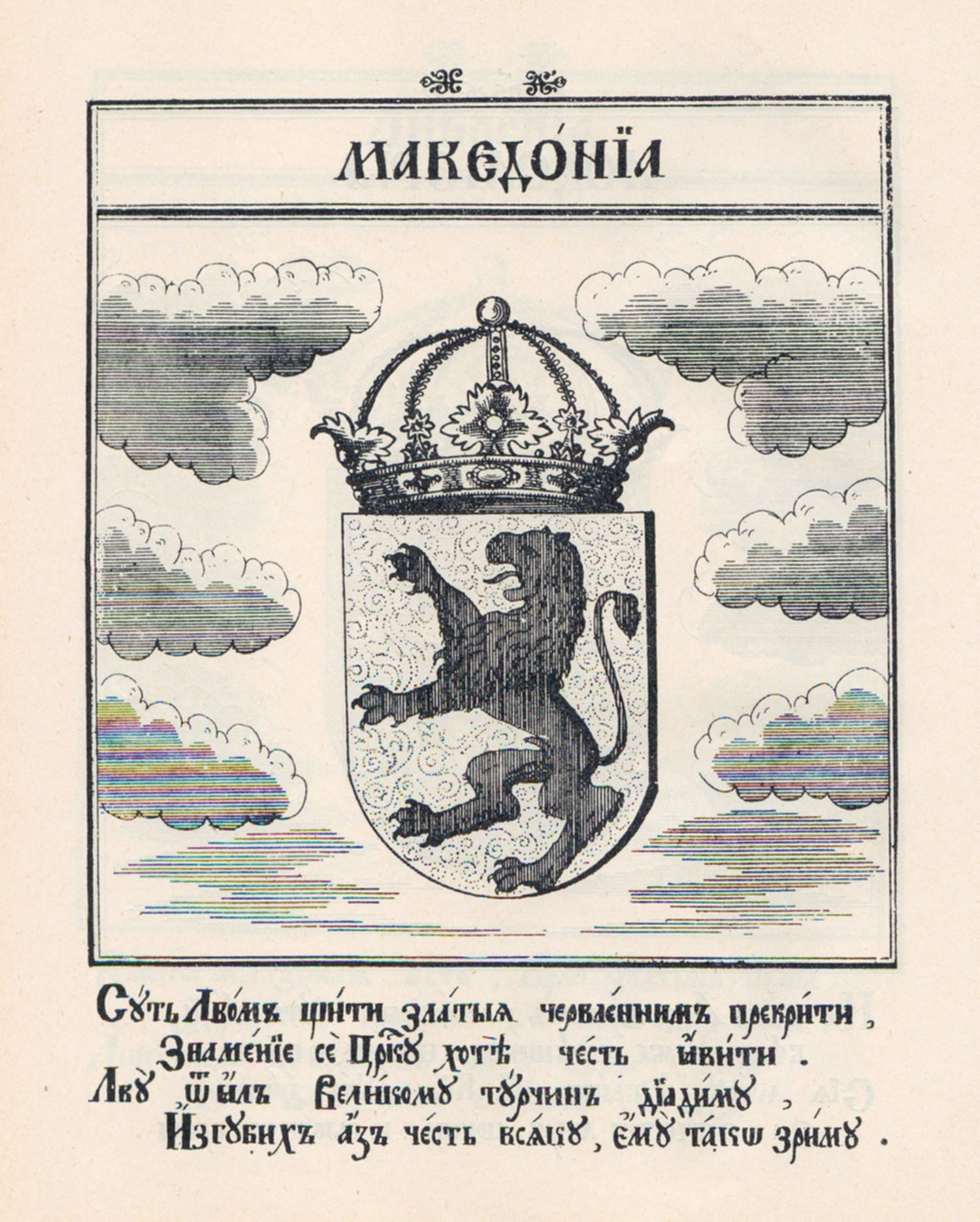
Escudo de armas de Macedonia (1741)
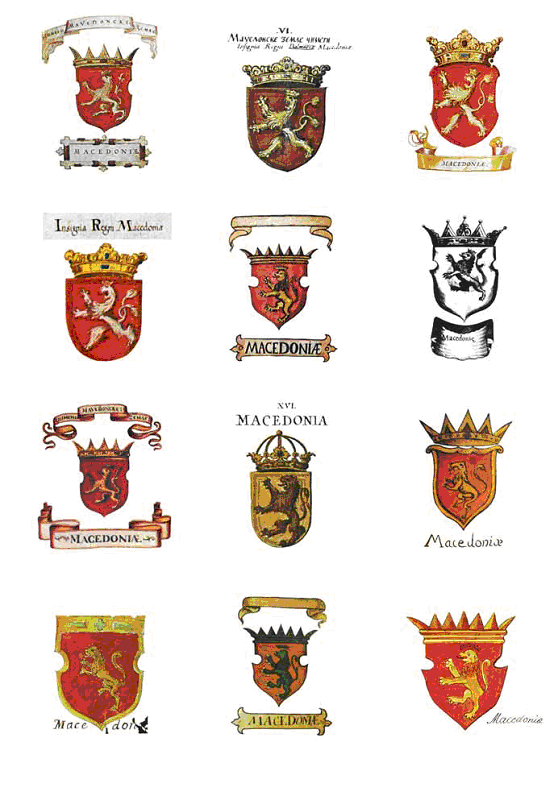
Colección del escudo de armas histórico
Emblema de la República Popular de Macedonia (1944-1946)
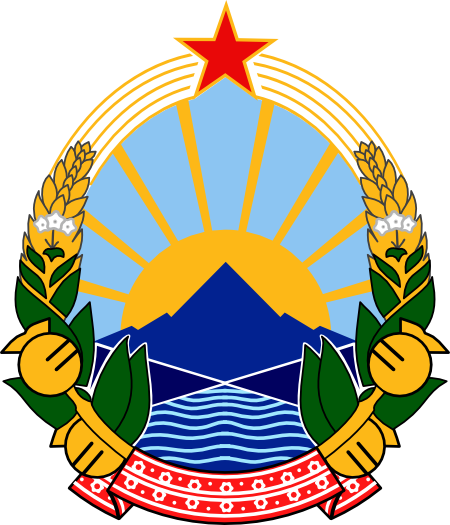
Emblema de la República Socialista de Macedonia (1946-1991)
Emblema de la República de Macedonia (1991-2009)

## Propuestas de escudos

Propuesta de 1992, formulada por Miroslav Grčev
Primera propuesta no oficial[4]
Segunda propuesta no oficial[4]
Propuesta de 2014[5]